# White Rock (album)
White Rock is een muziekalbum van Rick Wakeman. Het bevat muziek die behoort bij de documentaire / film over de Olympische Winterspelen van 1976 in Innsbruck. Die film gaf een overzicht van de bereikte resultaten gedurende die winterspelen, normaal vergezeld door zoetsappige klassieke dan wel semi-klassieke muziek. De producer Michael Samuelson van de film wilde echter eens wat anders: rockmuziek. 
Aangezien het een tijdsgebonden document was verdween de muziek al snel uit het zicht. Het album werd een collector’s item. In 2003 verscheen een Japanse compact discpersing op A & M Records Japan; in 2009 nog eenzelfde heruitgave (SMH-disc). Het is ook ooit eens uitgegeven samen met The Myths and Legends of King Arthur, maar uit welk land die persing kwam is onbekend. 

## Musici
- Rick Wakeman – toetsinstrumenten
- Tony Fernandez – slagwerk
- koor van St Paul's Cathedral

## Tracklist
| Nr. | Titel              | Duur |
| --- | ------------------ | ---- |
| 1.  | White rock         | 3:10 |
| 2.  | Searching for gold | 4:20 |
| 3.  | The loser          | 5:30 |
| 4.  | The shoot          | 4:05 |

| Nr. | Titel               | Duur |
| --- | ------------------- | ---- |
| 1.  | Lax’x               | 4:53 |
| 2.  | After the ball      | 3:05 |
| 3.  | Montezuma’s revenge | 3:55 |
| 4.  | Ice run             | 6:09 |

Wakeman haalt op zijn eigen website herinneringen op; de regisseur nam zijn dochter mee naar de studio; het was Emma Samms, later bekend in de rol van Fallon in Dynasty.